# Dragologia (videogioco)
Dragologia (Dragonology) è un videogioco d'avventura del 2009 per Nintendo DS, sviluppato da Razorback Developments, pubblicato da Codemasters e ispirato a Dragologia. Il libro completo dei draghi di Dugald Steer.

## Trama
Dopo aver scelto il sesso e il nome del protagonista, questo viene introdotto a Rocca Drake, la dimora del dottor Ernest Drake, in qualità di apprendista: il compito del giocatore è aiutarlo ad arricchire il museo della dimora con interessanti oggetti di dragonalia. Adiacenti alla Rocca si trovano un laboratorio per miscelare pozioni e fare esperimenti, e un magazzino per rifornirsi con le attrezzature necessarie per le missioni. Una volta preparato il necessario e dopo aver selezionato una missione dalla mappa nell'hangar, l'apprendista sale sul dirigibile e parte per il viaggio. La prima missione riguarda il recupero di un piccolo drago abbandonato, che una volta salvato verrà allevato dal protagonista nel rifugio dentro una caverna finché potrà essere rimesso in libertà, parallelamente alle successive missioni intraprese, che vanno completate entro un tempo limite.
Nella biblioteca della dimora è presente un Libro di note sulla dragologia (dove vengono rivelate nuove informazioni sui draghi man mano che vengono scoperti nuovi reperti per il museo), l'Occhio del drago (una sorta di specchio che al progredire delle missioni, allontana la foschia e rivela sempre più chiaramente il volto riflesso del protagonista) e la statua di un gargoyle che si anima quando l'apprendista lo tocca. Nella sala dell'Esposizione, oltre ai reperti, alle pareti sono appesi i certificati ottenuti e le fotografie dei draghi scattate durante i viaggi.
Il gioco è disponibile nelle seguenti lingue: inglese britannico, irlandese, italiano, spagnolo, olandese, tedesco e francese.

## Accoglienza
Lucas Thomas di IGN lo ha valutato con 7/10, mentre su Metacritic ha una media di 63/100 basata su quattro recensioni.